# Asienspiele 2022/Radsport
Bei den Asienspielen 2022 in Hangzhou in der Volksrepublik China wurden vom 25. September bis 5. Oktober 2023 insgesamt 20 Wettbewerbe im Radsport ausgetragen, je 10 für Frauen und Männer.

## Straßenradsport
Straßenrennen und Einzelzeitfahren von Männern und Frauen fanden zwischen dem 3. und 5. Oktober 2023 statt.

### Männer
Straßenrennen (107,7 km)
| Platz | Land | Athlet                        | Zeit (h) |
| ----- | ---- | ----------------------------- | -------- |
| 1     | KAZ  | Jewgeni Fedorow               | 4:25:29  |
| 2     | KAZ  | Alexei Luzenko                | + 0:00   |
| 3     | MGL  | Sainbajaryn Dschambaldschamts | + 5:42   |
| 4     | IRI  | Ali Labib                     | + 5:42   |
| 5     | KAZ  | Dmitri Grusdew                | + 5:42   |
| 6     | KOR  | Jang Gyung-gu                 | + 5:42   |
| 7     | JPN  | Yukiya Arashiro               | + 5:42   |
| 8     | UAE  | Abdulla Jasim Al-Ali          | + 5:42   |
| 9     | UZB  | Murodjon Xolmurodov           | + 5:42   |
| 10    | INA  | Sarawut Sirironnachai         | + 5:42   |

Einzelzeitfahren (39,6 km)
| Platz | Land | Athlet                        | Zeit (min) |
| ----- | ---- | ----------------------------- | ---------- |
| 1     | KAZ  | Alexei Luzenko                | 48:05,75   |
| 2     | CHN  | Xue Ming                      | + 2:00,08  |
| 3     | HKG  | Vincent Lau Wan-yau           | + 2:12,01  |
| 4     | KOR  | Jang Gyung-gu                 | + 2:27,59  |
| 5     | TPE  | Tu Chih-hao                   | + 2:35,81  |
| 6     | UZB  | Alexei Fomowski               | + 3:00,00  |
| 7     | JPN  | Yuma Koishi                   | + 3:22,20  |
| 8     | MGL  | Sainbajaryn Dschambaldschamts | + 4:25,24  |
| 9     | INA  | Aiman Cahyadi                 | + 4:27,55  |
| 10    | THA  | Peerapol Chawchiangkwang      | + 4:30,47  |

### Frauen
Straßenrennen (139,7 km)
| Platz | Land | Athletin          | Zeit (h) |
| ----- | ---- | ----------------- | -------- |
| 1     | HKG  | Yang Qianyu       | 3:36:07  |
| 2     | KOR  | Na Ah-reum        | + 0:00   |
| 3     | THA  | Jutatip Maneephan | + 0:00   |
| 4     | VIE  | Nguyễn Thị Thật   | + 0:00   |
| 5     | TPE  | Huang Ting-ying   | + 0:00   |
| 6     | JPN  | Maho Kakita       | + 0:00   |
| 7     | CHN  | Sun Jiajun        | + 0:00   |
| 8     | HKG  | Lee Sze-wing      | + 0:00   |
| 9     | TPE  | Hsiao Mei-yu      | + 0:00   |
| 10    | UZB  | Olga Sabelinskaja | + 0:00   |

Einzelzeitfahren (18,3 km)
| Platz | Land | Athletin               | Zeit (min) |
| ----- | ---- | ---------------------- | ---------- |
| 1     | UZB  | Olga Sabelinskaja      | 24:35,99   |
| 2     | JPN  | Eri Yonamine           | + 059,60   |
| 3     | KAZ  | Rinata Sultanowa       | + 1:00,11  |
| 4     | HKG  | Leung Wing-yee         | + 1:14,37  |
| 5     | KOR  | Na Ah-reum             | + 1:20,09  |
| 6     | INA  | Ayustina Delia Priatna | + 1:48,83  |
| 7     | CHN  | Wang Tingting          | + 1:50,45  |
| 8     | VIE  | Nguyễn Thị Thu Mai     | + 2:13,38  |
| 9     | UAE  | Safiya Al Sayegh       | + 2:33,90  |
| 10    | AFG  | Yulduz Hashimi         | + 2:38,01  |

## Bahnradsport
- Legende:
- „G“ = Zeit aus dem Finale um Gold; „B“ = Zeit aus dem Finale um Bronze
- Fahrerinnen und Fahrer, deren Name kursiv geschrieben sind, bestritten bei Mannschaftswettbewerben lediglich die Qualifikation oder die erste Runde.

### Männer

#### Sprint
| Platz | Land | Athlet              | Läufe    |
| ----- | ---- | ------------------- | -------- |
| 1     | JPN  | Kaiya Ōta           | (1), (2) |
| 2     | CHN  | Zhou Yu             |          |
| 3     | MAS  | Shah Firdaus Sahrom | (1), (2) |
| 4     | CHN  | Xue Chenxi          |          |

Das Finale wurde am 28. September ausgetragen.

#### Keirin
| Platz | Land | Athlet              |
| ----- | ---- | ------------------- |
| 1     | CHN  | Zhou Yu             |
| 2     | KOR  | Kang Seo-jun        |
| 3     | MAS  | Shah Firdaus Sahrom |
| 4     | JPN  | Shinji Nakano       |
| 5     | CHN  | Liu Qi              |
| 6     | KAZ  | Andrei Tschugai     |

Das Finale wurde am 29. September ausgetragen.

#### Teamsprint
| Platz | Land | Athleten                                                         | Zeit     |
| ----- | ---- | ---------------------------------------------------------------- | -------- |
| 1     | JPN  | Yoshitaku Nagasako Kaiya Ōta Yuta Obara Shinji Nakano            | 42,934 G |
| 2     | CHN  | Guo Shuai Zhou Yu Liu Qi Xue Chenxi                              | 42,968 G |
| 3     | MAS  | Umar Hasbullah Muhammad Ridwan Sahrom Muhammad Fadhil Mohd Zonis | 44,165 B |
| 4     | TPE  | Yang Sheng-Kai Kang Shih-Feng Hsiao Shih-Hsin                    | 44,276 B |

Das Finale wurde am 26. September ausgetragen.

#### Mannschaftsverfolgung
| Platz | Land | Athleten                                                                   | Zeit                            |
| ----- | ---- | -------------------------------------------------------------------------- | ------------------------------- |
| 1     | JPN  | Shoi Matsuda Kazushige Kuboki Eiya Hashimoto Naoki Kojima Shunsuke Imamura | 3:52,757 (Asienspiele-Rekord) G |
| 2     | CHN  | Sun Haijiao Yang Yang Zhang Haiao Sun Wentao                               | 3:56,277 G                      |
| 3     | KOR  | Kim Hyeon-seo Min Kyeong-ho Jang Hun Shin Dong-in                          | 3:58,594 B                      |
| 4     | HKG  | Mow Ching Yin Leung Ka Yu Ng Pak Hang Chu Tsun Wai Ko Siu Wai              | 4:05,507 B                      |

Das Finale wurde am 27. September ausgetragen.

#### Omnium
| Platz | Land | Athlet                    | Punkte |
| ----- | ---- | ------------------------- | ------ |
| 1     | JPN  | Kazushige Kuboki          | 178    |
| 2     | HKG  | Leung Ka-yu               | 143    |
| 3     | UAE  | Ahmed Al Mansuri          | 131    |
| 4     | IRI  | Ali Labib                 | 125    |
| 5     | UZB  | Aleksey Fomovski          | 123    |
| 6     | TPE  | Chang Chih-Sheng          | 117    |
| 7     | MAS  | Abdul Azim Aliyas         | 115    |
| 8     | KOR  | Jang Hun                  | 111    |
| 9     | INA  | Bernard Benyamin van Aert | 107    |
| 10    | CHN  | Yang Yang                 | 98     |

Das Finale wurde am 28. September getragen.

#### Zweier-Mannschaftsfahren
| Platz | Land | Athleten                                     | Punkte |
| ----- | ---- | -------------------------------------------- | ------ |
| 1     | JPN  | Naoki Kojima Shunsuke Imamura                | 54     |
| 2     | KOR  | Shin Dongin Kim Eu-ro                        | 54     |
| 3     | KAZ  | Artjom Sacharow Ramis Dinmukhametov          | 37     |
| 4     | HKG  | Leung Chun-wing Leung Ka-yu                  | 31     |
| 5     | CHN  | Sun Wentao Wu Junjie                         | 21     |
| 6     | INA  | Bernard Benyamin van Aert Terry Yudha Kusuma | 15     |
| 7     | MAS  | Muhammad Yusri Shaari Abdul Azim Aliyas      | - 35   |

Das Finale wurde am 31. August getragen. Elf Mannschaften gingen an den Start, von denen vier das Rennen nicht beenden konnten.

### Frauen

#### Sprint
| Platz | Land | Athletin    | Läufe    |
| ----- | ---- | ----------- | -------- |
| 1     | JPN  | Mina Satō   | (1), (2) |
| 2     | CHN  | Yuan Liying |          |
| 3     | JPN  | Riyu Ohta   | (2), (3) |
| 4     | CHN  | Guo Yufang  | (1)      |

Das Finale wurde am 29. September ausgetragen.

#### Keirin
| Platz | Land | Athletin      |
| ----- | ---- | ------------- |
| 1     | JPN  | Mina Satō     |
| 2     | CHN  | Wang Lijuan   |
| 3     | CHN  | Zhang Linyin  |
| 4     | KOR  | Lee Hye-jin   |
| 5     | KOR  | Cho Sun-young |
| 6     | JPN  | Riyu Ohta     |

Das Finale wurde am 27. September ausgetragen.

#### Teamsprint
| Platz | Land | Athletinnen                                                                | Zeit     |
| ----- | ---- | -------------------------------------------------------------------------- | -------- |
| 1     | CHN  | Guo Yufang Bao Shanju Yuan Liying Jiang Yulu                               | 46,376 G |
| 2     | KOR  | Hwang Hyeon-seo Kim Ha-eun Cho Sun-young Lee Hye-jin                       | 50,012 G |
| 3     | MAS  | Nurul Aliana Syafika Azizan Nurul Izzah Izzati Mohd Asri Anis Amira Rosidi | 49,025 B |
| 4     | TPE  | Hsiao Mei-Yu Wang Tzu-Chun Chen Ching-Yun                                  | 50,344 B |

Das Finale wurde am 26. September ausgetragen.

#### Mannschaftsverfolgung
| Platz | Land | Athletinnen                                                 | Zeit       |
| ----- | ---- | ----------------------------------------------------------- | ---------- |
| 1     | JPN  | Yūmi Kajihara Mizuki Ikeda Tsuyaka Uchino Maho Kakita       | 4:21,224 G |
| 2     | CHN  | Wang Susu Wei Suwan Wang Xiaoyue Zhang Hongjie              | 4:21,285 G |
| 3     | HKG  | Lee Sze-wing Yang Qianyu Leung Bo-yee Leung Wing-yee        | 4:28,888 B |
| 4     | KOR  | Kang Hyun-kyung Na Ah-reum Lee Ju-mi Song Min-ji Shin Jieun | 4:30,158 B |

Das Finale wurde am 27. September ausgetragen. 

#### Omnium
| Platz | Land | Athletin               | Punkte |
| ----- | ---- | ---------------------- | ------ |
| 1     | JPN  | Yūmi Kajihara          | 138    |
| 2     | HKG  | Lee Sze-wing           | 127    |
| 3     | CHN  | Liu Jiali              | 121    |
| 4     | UZB  | Margarita Misyurina    | 114    |
| 5     | KOR  | Lee Ju-mi              | 110    |
| 6     | INA  | Ayustina Delia Priatna | 109    |
| 7     | TPE  | Huang Ting-ying        | 102    |
| 8     | KAZ  | Akpeiil Ossim          | 63     |
| 9     | THA  | Chaniporn Batriya      | 47     |
| 10    | MAC  | Au Hoi Ian             | 10     |

Das Finale wurde am 29. September getragen.

#### Zweier-Mannschaftsfahren
| Platz | Land | Athletinnen                        | Punkte |
| ----- | ---- | ---------------------------------- | ------ |
| 1     | JPN  | Tsuyaka Uchino Maho Kakita         | 50     |
| 2     | HKG  | Yang Qianyu Lee Sze-wing           | 40     |
| 3     | KOR  | Na Ah-reum Lee Ju-mi               | 27     |
| 4     | UZB  | Nafossa Kosijewa Olga Sabelinskaja | 15     |
| 5     | CHN  | Liu Jiali Zhang Hongjie            | 7      |
| 6     | TPE  | Zeng Ke-xin Huang Ting-ying        | - 16   |

Das Finale wurde am 28. September getragen. Sieben Mannschaften gingen an den Start, das Team aus Kasachstan konnte das Rennen nicht beenden.

## Mountainbike

### Männer
Cross Country
| Platz | Land | Athlet                  | Zeit (h)  |
| ----- | ---- | ----------------------- | --------- |
| 1     | CHN  | Mi Jiujiang             | 1:32:37   |
| 2     | CHN  | Yuan Jinwei             | + 3:12    |
| 3     | JPN  | Toki Sawada             | + 7:50    |
| 4     | INA  | Feri Yudoyono           | + 9:13    |
| 5     | KAZ  | Denis Sergijenko        | + 10:29   |
| 6     | KAZ  | Jegor Karasjew          | + 11:14   |
| 7     | INA  | Zaenal Fanani           | + 12:30   |
| 8     | HKG  | Lai Chun-kin            | + 17:22   |
| 9     | SGP  | Riyadh Hakim Bin Lukman | + 21:27   |
| 10    | KOR  | Chun Sung-hun           | - 1 Runde |

Das Rennen wurde am 25. September ausgetragen.

### Frauen
Cross Country
| Platz | Land | Athletin              | Zeit (h) |
| ----- | ---- | --------------------- | -------- |
| 1     | CHN  | Li Hongfeng           | 1:30:59  |
| 2     | CHN  | Ma Caixia             | + 5:46   |
| 3     | IRI  | Faranak Parto Azar    | + 11:45  |
| 4     | KAZ  | Alina Sarkulowa       | + 14:31  |
| 5     | TPE  | Tsai Ya-yu            | + 17:39  |
| 6     | INA  | Dara Latifah          | + 18:22  |
| 7     | PHI  | Shagne Paula Yaoyao   | + 26:23  |
| 8     | INA  | Sayu Bella Sukma Dewi | −1 Runde |
| 9     | HKG  | Tsz Kwan Kwan         | −1 Runde |
| 10    | THA  | Yonthanan Phonkla     | −1 Runde |

Das Rennen wurde am 25. September ausgetragen.

## BMX

### Männer
| Platz | Land | Athlet             |
| ----- | ---- | ------------------ |
| 1     | JPN  | Asuma Nakai        |
| 2     | THA  | Komet Sukprasert   |
| 3     | PHI  | Patrick Bren Coo   |
| 4     | CHN  | Lin Haochao        |
| 5     | CHN  | Cehn Yucheng       |
| 6     | PHI  | Daniel Caluag      |
| 7     | KOR  | Yoon Joon-soo      |
| 8     | INA  | Fasya Ahsana Rifki |

Der Wettbewerb wurde am 1. Oktober ausgetragen.

### Frauen
| Platz | Land | Athlet                    |
| ----- | ---- | ------------------------- |
| 1     | INA  | Amellya Nur Sifa          |
| 2     | CHN  | Gu Quanquan               |
| 3     | INA  | Jasmine Azzahra Setyobudi |
| 4     | CHN  | Wang Mengyao              |
| 5     | KOR  | Kim Tae-young             |
| 6     | THA  | Waranya Sae-Tae           |
| 7     | KOR  | Park Ayeon                |

Der Wettbewerb wurde am 1. Oktober ausgetragen.

## Medaillenspiegel
| Platz | Land                         | Gold | Silber | Bronze | Gesamt |
| ----- | ---------------------------- | ---- | ------ | ------ | ------ |
| 1     | Japan                        | 11   | 1      | 2      | 14     |
| 2     | Volksrepublik China          | 4    | 9      | 2      | 15     |
| 3     | Kasachstan                   | 2    | 1      | 2      | 5      |
| 4     | Hongkong                     | 1    | 3      | 2      | 6      |
| 5     | Indonesien                   | 1    | 0      | 1      | 2      |
| 6     | Usbekistan                   | 1    | 0      | 0      | 1      |
| 7     | Südkorea                     | 0    | 4      | 2      | 6      |
| 8     | Thailand                     | 0    | 2      | 1      | 3      |
| 9     | Malaysia                     | 0    | 0      | 4      | 4      |
| 10    | Indonesien                   | 0    | 0      | 1      | 1      |
| 10    | Mongolei                     | 0    | 0      | 1      | 1      |
| 10    | Philippinen                  | 0    | 0      | 1      | 1      |
| 10    | Vereinigte Arabische Emirate | 0    | 0      | 1      | 1      |
| Total | Total                        | 20   | 20     | 20     | 60     |